# Srbac
Srbac je općina u Bosni i Hercegovini

## Zemljopis
Srbac je smješten na ušću Vrbasa u Savu, u sjevernoj Bosni. Površina općine Srbac iznosi 453 km² i obuhvaća 39 naselja u kojima živi 21.840 stanovnika (1991. g.). S razvijenom tekstilnom, kemijskom, drvnom industrijom i malom privredom Srbac je trgovačko, obrazovno, zdravstveno, kulturno i športsko središte. Sjeverna granica općine poklapa se u dužini od 42 km s međunarodnom granicom između Bosne i Hercegovine i Republike Hrvatske. Brdovito-brežuljkasti oblici reljefa zauzimaju oko dvije trećine srbačkog područja, dok ostali dio čine ravnice. Obradiva zemlja zauzima 60% teritorija; raznovrsna je prema oblastima, a danas aktivno poljoprivredno stanovništvo predstavlja 25% ukupnog stanovništva općine. Prema geološkim, morfološkim, hidrografskim, klimatskim i ostalim faktorima, srbačko je područje pogodno za uzgoj žitarica.

## Stanovništvo
Po posljednjem službenom popisu stanovništva iz 1991. godine, općina Srbac imala je 21.840 stanovnika, raspoređenih u 39 naselja.
| Stanovništvo općine Srbac |                 |                 |                 |
| godina popisa             | 1991.           | 1981.           | 1971.           |
| Srbi                      | 19.382 (88,74%) | 19.175 (85,84%) | 19.469 (91,72%) |
| Muslimani                 | 940 (4,30%)     | 800 (3,58%)     | 1.018 (4,79%)   |
| Hrvati                    | 140 (0,64%)     | 172 (0,77%)     | 203 (0,95%)     |
| Jugoslaveni               | 811 (3,71%)     | 1.334 (5,97%)   | 34 (0,16%)      |
| ostali i nepoznato        | 567 (2,59%)     | 855 (3,82%)     | 502 (2,36%)     |
| ukupno                    | 21.840          | 22.336          | 21.226          |

### Srbac (naseljeno mjesto), nacionalni sastav
| Srbac              |                |                |                |
| godina popisa      | 1991.          | 1981.          | 1971.          |
| Srbi               | 2.605 (85,60%) | 1.840 (75,34%) | 1.285 (89,42%) |
| Hrvati             | 54 (1,77%)     | 65 (2,66%)     | 46 (3,20%)     |
| Muslimani          | 51 (1,67%)     | 33 (1,35%)     | 39 (2,71%)     |
| Jugoslaveni        | 209 (6,86%)    | 394 (16,13%)   | 10 (0,69%)     |
| ostali i nepoznato | 124 (4,07%)    | 110 (4,50%)    | 57 (3,96%)     |
| ukupno             | 3.043          | 2.442          | 1.437          |

## Naseljena mjesta
Bajinci, 
Bardača, 
Bosanski Kobaš, 
Brezovljani, 
Brusnik, 
Crnaja, 
Ćukali, Donja Lepenica, 
Donji Kladari, 
Donji Srđevići, 
Dugo Polje, 
Gaj, 
Glamočani, 
Gornja Lepenica, 
Gornji Kladari, 
Gornji Srđevići, 
Ilićani, 
Inađol, 
Kaoci, 
Korovi, 
Kukulje, 
Lilić, 
Nova Ves, 
Novi Martinac, 
Nožičko, 
Povelič, 
Prijebljezi, 
Rakovac, 
Razboj Ljevčanski,
Razboj Župski, 
Resavac, 
Seferovci, 
Selište, 
Sitneši, 
Sitneši Mali, 
Srbac, 
Srbac Selo, 
Stari Martinac i 
Vlaknica.

## Povijest
Srbac je dobio ime rješenjem Ministarstva unutrašnjih poslova Kraljevine Jugoslavije od 2. studenoga 1933. godine. Za izbor imena Srbac u osnovi bili su presudna tri elementa: zemljopisni, povijesni i nacionalni. Podatci o mjestu i nastanku pojedinih naseljenih mjesta oko Srbca nisu sačuvani. O nastanku imena nekih naselja u narodu su sačuvana predanja. Mjesto Svinjar upisano je i na jednoj karti Germanije iz 1621. godine, a ime je dobio po stočarima koji su dolazili s obližnjih brda.
Godine 2012. izmjerena je najniža temperatura u Srpcu ikad: –26,1 Celzijev stupanj.

## Poznate osobe
U ovom se mjestu nekad odvijala živa trgovina poljoprivrednim proizvodima. Prethodno ime ovoga grada - Bosanski Svinjar - govori o tome koji je artikal bio najzastupljeniji. Zbog toga i zbog pogodnog položaja u njemu su otvarali svoje trgovačke postaje i mnogi ugledni ljudi onoga vremena iz bliže i dalje okolice - Banje Luke, Bosanske Gradiške, Dubice...
Oni koji su ostavili velikog traga za sobom jesu obitelji Ćirić, Savić, Jejinić... Iza ovih obitelji ostali su samo dijelovi njihovih imanja, a danas su vidljive samo njihove obiteljske kuće u strogom središtu ovoga grada. 
- Uglješa Kojadinović - Poznati hrvatski i jugoslavenski glumac.

## Šport
- FK "Sloga"
- RK "Sloga"

## Vanjske poveznice
- Službene stranice